# Видинска низина
Видинската низина е низина в Северозападна България, в Западна Дунавска равнина, област Видин.
Низината се простира на площ от 224,6 км2, с дължина около 30 км от север на юг и ширина – 10 – 13 км от запад на изток при гарници:
- на изток и североизток – до река Дунав;
- на север – до Винаровските височини;
- на юг – до долното течение на река Видбол;
- на запад – приблизително до меридиана 22°45' и.д.

Ниската част на низината (заливната тераса на река Дунав) е с превишение от 2 до 6 м над реката. Разположена е южно от селата Иново и Кутово и като тясна крайречна ивица продължава на североизток до село Кошава, а на юг до река Видбол. Изградена е от речни наноси с мощност от 8 до 25 м. Нивото на подпочвените води е високо, поради което най-ниските части от нея често са били заблатявани (Чорбанкюприйско блато), а при високи дунавски води е наводнявана. Почвите са алувиално-блатни. Покрай Дунав и реките Тополовец с притока си Делейнска река, Войнишка река и Видбол са изградени водозащитни диги.
Незаливната част от низината е разположена на север от селата Иново и Кутово до река Дунав. Запазени са остатъци от 3 – 4 надзаливни речни тераси с височина от 10 до 50 – 55 м над Дунав с наклон на изток и юг. Тази част от низината е изградена от речни наноси, припокрити с льос. Почвите са черноземни. Извършени са масови хидромелиоративни мероприятия. При село Кошава на дълбочина 200 – 300 м в миоценските наслаги има находища на гипс. При село Сланотрън в най-източната част и в град Видин има минерални извори.
Климатът в низината е умерено-континентален със средногодишна температура 12 °C, средна януарска —1,5 °C, средна юлска 25 °C. Средногодишната валежна сума е 560 мм, която е крайно недостатъчна и е необходимо изкуствено поливане на земеделските култури, като за целта е изградена Видинската напоителна система.
В низината се отглеждат зърнени храни (пшеница, царевица), зеленчуци, лозя и други земеделски култури.
Във Видинската низина са разположени 2 града Видин и Дунавци и 21 села в Община Видин.
Радиално с център град Видин през низината преминават участъци от 5 пътя от Държавната пътна мрежа:
- 19,7 км от първокласен път № 1 от мостът „Видин-Калафат“ до град Дунавци;
- 7,2 км от второкласен път № 12 от Видин за Брегово;
- 13 км от второкласен път № 14 от Видин за ГКПП „Връшка чука“;
- 11,9 км от третокласен път № 121 от село Иново за град Кула;
- 8,9 км от третокласен път № 122 от Видин през Ново село за Брегово.

## Топографска карта
- Лист от карта K-34-10. Мащаб: 1 : 100 000.
- Лист от карта L-34-142. Мащаб: 1 : 100 000.
- Лист от карта L-34-143. Мащаб: 1 : 100 000.